# Szent László Kórház
A Szent László Kórház egy nagy múltú  egészségügyi intézmény, amely ma a Fővárosi Önkormányzat Egyesített Szent István és Szent László Kórház és Rendelőintézet részeként üzemel.

## Története
A Szent László Kórház épületei 1894-ben nyíltak meg 200 ágyas, elsősorban akut fertőző betegségben szenvedő betegek számára szánt intézményként. A tervező Kauser József, a kivitelező Ámon József volt. A Szent István Kórházhoz hasonlóan ez is modern épületnek számított a maga korában. Mivel hamar túlzsúfolttá vált, 1898-ban új egészségügyi intézmény, a Szent Gellért Kórház létesült közvetlen szomszédságában. Mindkét kórház folyamatosan újabb épületeket kapott, majd 1917-ben egyesítették őket. Ebben az időszakban elsősorban a skarlát, a diftéria, a himlő, a kolera, és a szamárköhögés számított vezető betegségnek a kezelt személyek körében.
1928-ban röntgenező, 1933-ban laboratóriumi részleg, 1938-ban újabb épületek épültek. A második világháború során bombatámadások érték a kórház több épületét, amelyekben sok dolgozó és beteg életét vesztette. A kórházat idielegnesen elköltöztették, de már 1945-től eredeti helyén működhetett tovább. Az 1950-es években a kórház saját gyógyszertárat, újabb laboratóriumot és könyvtárat nyitott. Az 1950-es évek végén a gyermekbénulási járvány okozott speciális problémát és feladatot a kórház dolgozói számára.
Az 1960-as és 1980-as évek között a kötelező védőoltások hatására a klasszikus fertőző betegségek elterjedése lecsökkent.1981-ben új, 338 ággyal rendelkező épület nyílt. Ekkoriban a HIV-fertőzések kezelése jelentettek komolyabb kihívását.

### Egyesítés
2007. június 30-án a Szent István Kórházat és a Szent László Kórházat, valamint a Merényi Gusztáv Kórházat és a Jahn Ferenc Rehabilitációs Centrumot egyesítették. Az így létrejött nagy kiterjedésű Fővárosi Önkormányzat Egyesített Szent István és Szent László Kórház és Rendelőintézet a 2010-es évek közepén évente mintegy 140.000 beteget fogadott.

## Képtár

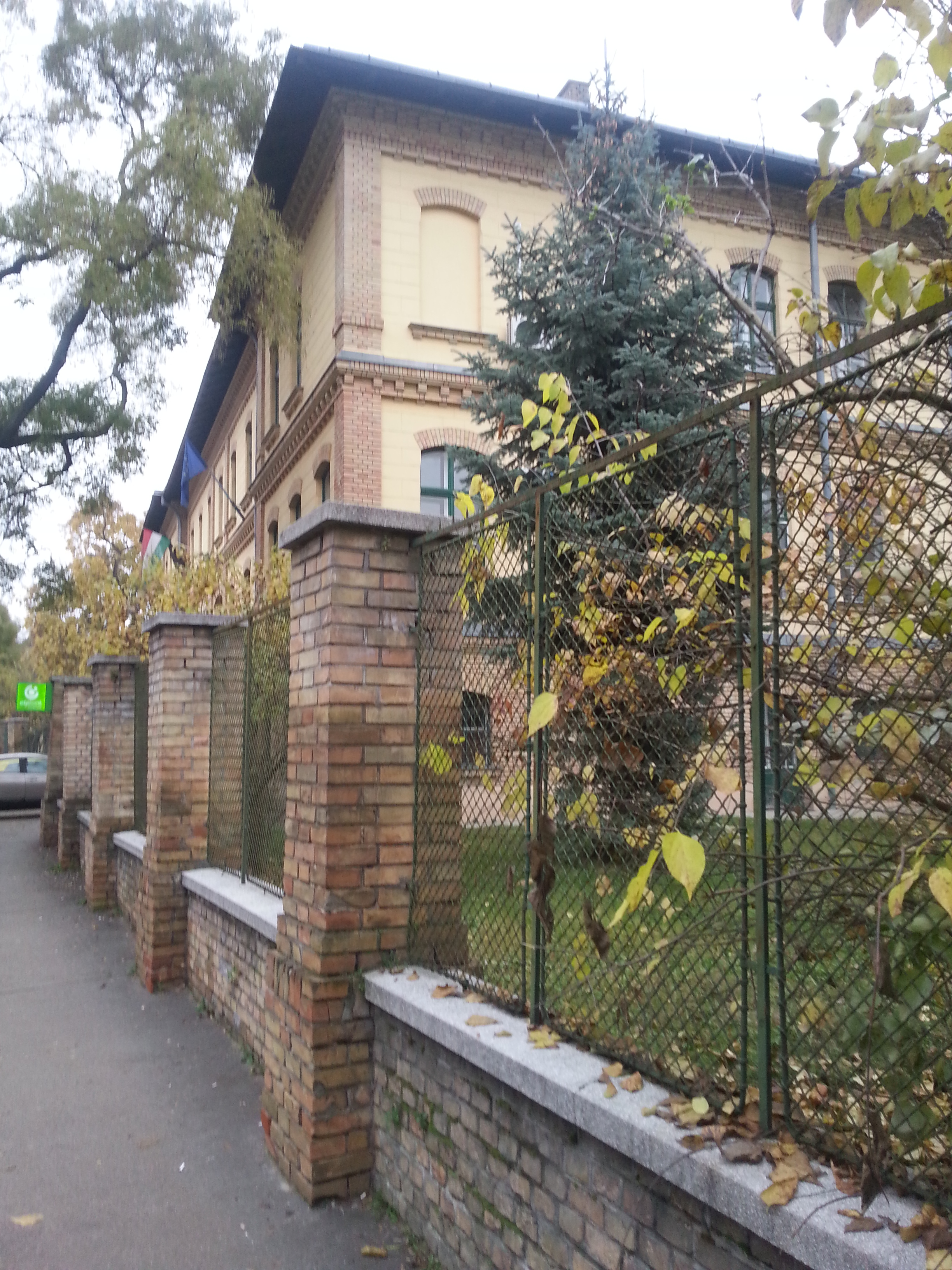
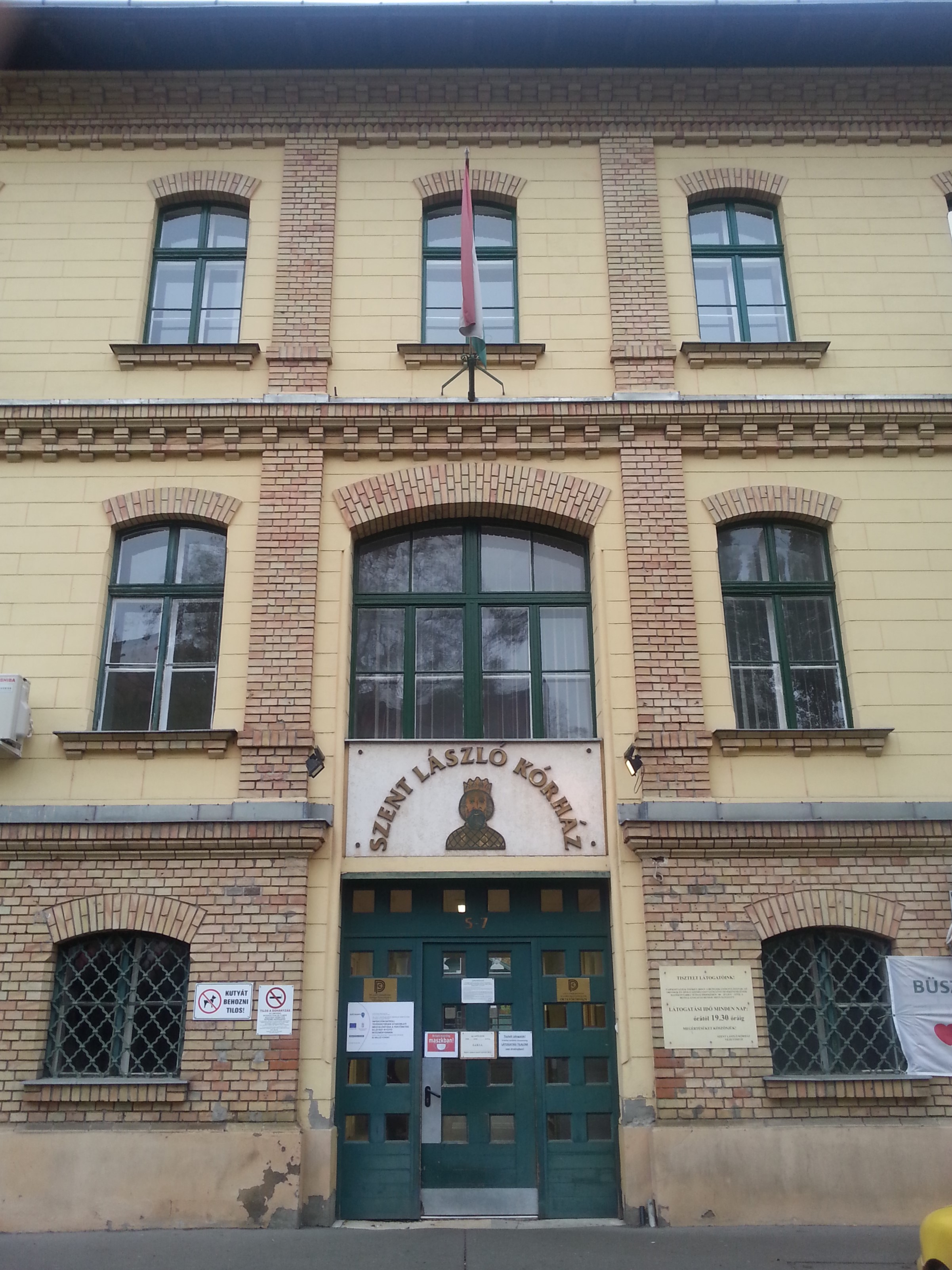
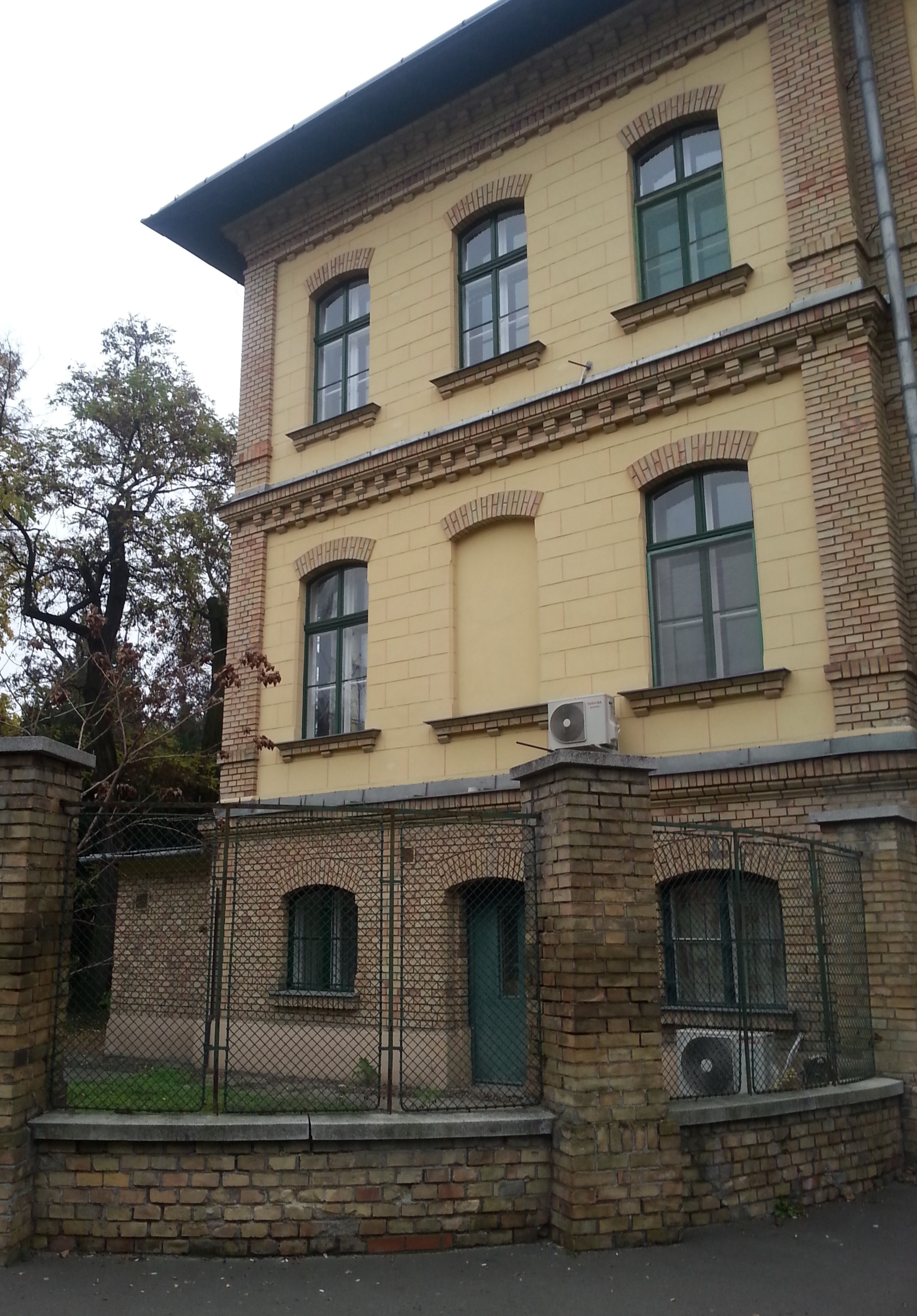
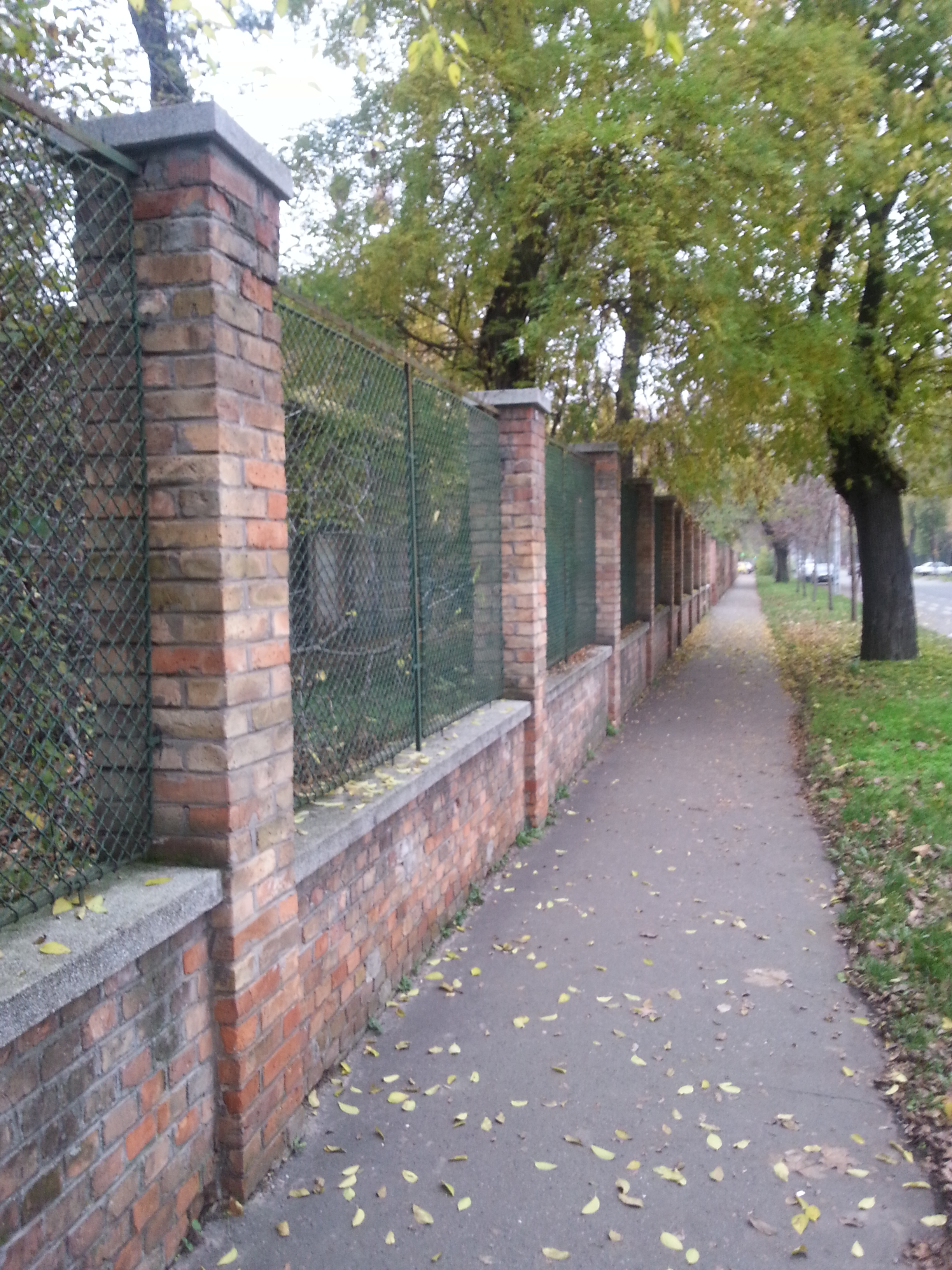
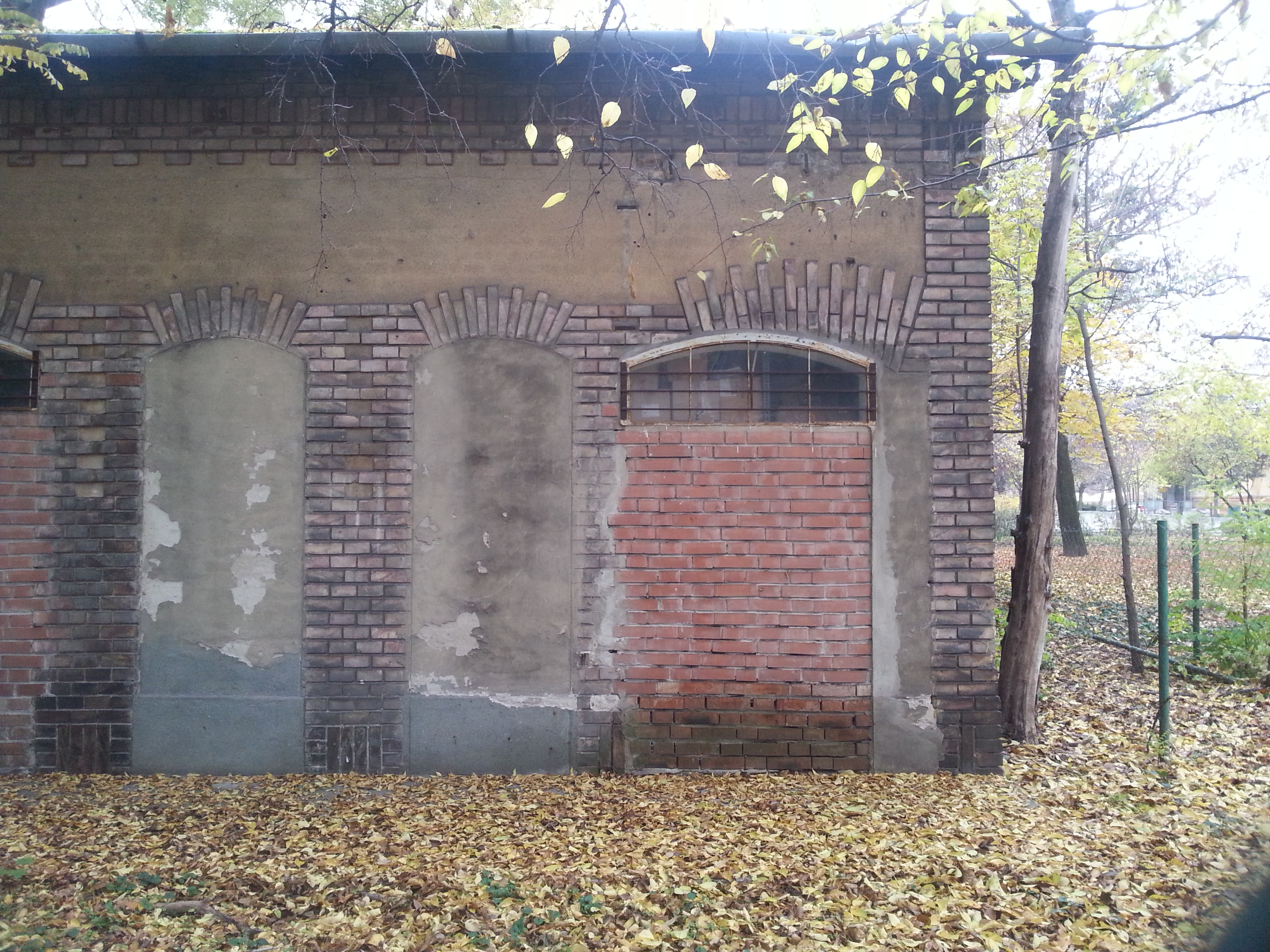